# Глейзер, Бенджамин
Бенджамин Глейзер (англ. Benjamin Glazer; 7 мая 1887, Белфаст, Северная Ирландия — 18 марта 1956, Голливуд, Калифорния) — американский сценарист, продюсер, шумовик и режиссёр ирландского происхождения. Получил две премии «Оскар», в том числе за лучший адаптированный сценарий к фильму «Седьмое небо» в 1929 году на 1-й церемонии вручения премии Академии.

## Биография
Родился в Белфасте в еврейской семье из Венгрии, позднее эмигрировал в Соединенные Штаты и учился в Университете штата Пенсильвания, который окончил в 1906 году. Выступил одним из основателей Академии кинематографических искусств и наук. Был продюсером мюзиклов с участием Бинга Кросби на студии Paramount Studios. Он также написал сценарии для театра, включая адаптацию пьесы Ференца Мольнара «Лилиом» («Liliom», 1909), которая легла в основу бродвейского мюзикла «Карусель» (1945).

## Избранная фильмография
- 1925 — Весёлая вдова
- 1926 — Плоть и дьявол
- 1927 — Седьмое небо
- 1928 — Нищие жизни
- 1931 — Мата Хари
- 1932 — Прощай, оружие
- 1941 — Встань, моя любовь